# Islam

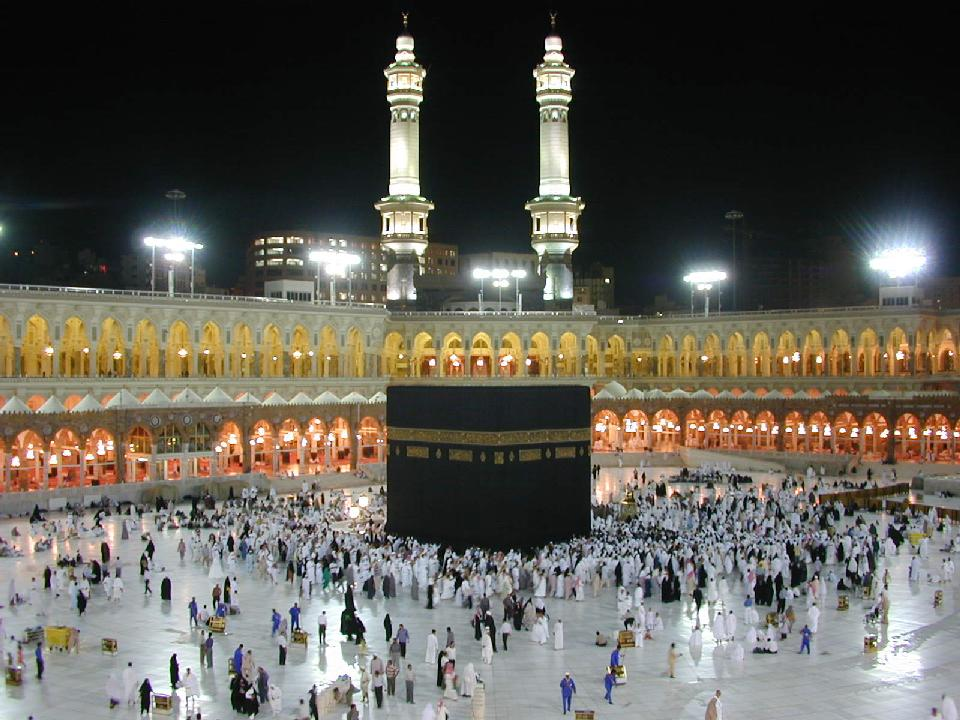
La Kaba, a la Meca, és el punt central de l'islam vers el qual tots els fidels del món s'orienten per pregar

L'islam (àrab: الإسلام, al-islām ( ? i  escolteu-ne la pronunciació en àrab), ‘submissió [a Déu]’) és una religió monoteista abrahàmica, fundada al segle vii a la península Aràbiga. Els seus fidels (musulmans) creuen que Déu (en àrab: Al·là) va revelar el seu missatge al profeta Mahoma (Muhàmmad) mitjançant l'arcàngel Gabriel (Jibril). Aquest missatge va quedar plasmat en l'Alcorà, el llibre sagrat d'aquesta religió. El contingut fonamental d'aquesta revelació és que Déu és un i que tot és obra de Déu, així que la finalitat de la vida és sotmetre's a la seva voluntat per tal de viure-hi en acord i obtenir la salvació.
Els musulmans consideren la seva religió com la versió final i universal d'una fe primordial monoteista revelada en diverses èpoques i en diversos indrets mitjançant els profetes, en especial Abraham (en àrab: Ibrahim), Moisès (Mussa) i Jesús (Issa). La tradició majoritària sosté que els missatges i revelacions anteriors han estat alterats i que Muhàmmad és el darrer profeta, l'home perfecte que aporta el missatge definitiu i que tanca així el cicle profètic iniciat per Adam. Per això, les dites i fetes del profeta constitueixen un model a seguir per a tots els musulmans. Estan recollides en uns texts anomenats hadits, que es consideren gairebé tan sagrats com el mateix Alcorà. El conjunt dels hadits constitueix la sunna, o tradició (del profeta).
Les pràctiques bàsiques de l'islam consisteixen a respectar els anomenats «pilars de la religió», que són cinc actes de devoció obligatoris si es vol obtenir la salvació, i la creença en els sis articles de fe. D'altra banda, aquesta religió es caracteritza per no tenir litúrgia ni classe sacerdotal (excepte en algunes variants minoritàries), considerant que no ha d'haver-hi cap interlocutor entre el fidel i Déu.
Per tal de codificar el comportament dels humans explicat en les fonts documentals, que per la seva naturalesa de missatge revelat permeten diverses interpretacions, s'ha desenvolupat la llei islàmica o xaria, que regeix tots els aspectes de la vida humana, sense que es consideri cap divisió entre vida religiosa, personal, social o política.
Avui dia, els musulmans es divideixen bàsicament entre sunnites i xiïtes. Els primers, anomenats també ortodoxos, constitueixen una majoria aclaparadora (al voltant del 90%), mentre que els segons, situats principalment a l'Iran i a l'Iraq, formen poc més d'un 10% del conjunt de fidels. N'existeixen, però, altres corrents minoritaris així com nombroses escoles de pensament dins dels corrents principals.
L'islam és la segona religió més gran del món, i inclou prop de 1.570 milions de fidels, és a dir, aproximadament el 23% de la població mundial. Al voltant d'un 13% viuen a Indonèsia, el major país musulmà, 31% al subcontinent Indi, 20% a l'Orient Pròxim i 15% a l'Àfrica subsahariana. També n'hi ha comunitats importants a la Xina i a Rússia, així com en zones del Carib. Tanmateix, es poden trobar comunitats estables de musulmans gairebé arreu del món.
Sovint, aquesta religió es representa amb un creixent lunar, present en moltes banderes dels països musulmans, a vegades al costat d'una estrella. Igualment, s'hi sol associar el color verd.

## Etimologia i significat
La paraula islam, de l'arrel s-l-m, deriva del verb àrab aslam, que significa literalment ‘acceptar’, ‘rendir-se’ o ‘sotmetre's’. Així, l'islam representa l'acceptació i submissió davant Déu. Tot i així, l'arabista Pedro Martínez Montávez precisa: «Es diu habitualment que islam significa submissió total a Déu, cosa que és indubtablement certa, encara que no és menys cert que això correspon a la traducció de només una part de la paraula. Resta una segona part per traduir, atenent l'arrel lingüística de la qual deriva, que cobreix el camp semàntic del benestar, de la salvaguarda, de la salut, de la pau. Això vol dir, simplement i profundament, que el creient se sotmet a Déu, es posa a les seves mans, perquè té la seguretat que així es posa fora de perill. Noti's també que islam i salam -que és com en llengua àrab es diu pau- són termes germans, en derivar tots dos de la mateixa arrel.»
En el mateix Alcorà, la paraula ja té diversos significats: en alguns versicles (aleia) s'emfatitza la qualitat de l'islam com una «convicció interna»: «A tot aquell que Déu vulgui guiar, li eixamplarà el pit a l'islam» (sura 6:125). Altres versos relacionen la paraula islam amb din (traduït normalment com a ‘religió’ o ‘fe’): «Avui he perfeccionat la vostra religió (Din) per a vosaltres, he completat la meva benedicció sobre vosaltres, he aprovat l'islam per a la vostra religió» (sura 5:3). Encara d'altres descriuen l'islam com una acció de «tornar a Déu,» més que només una afirmació verbal de fe.
El mot muslim significa ‘sotmès’ en sentit original i ‘musulmà’ en sentit teològic; és a dir, hi ha un salt semàntic en el temps i en la cultura. Per exemple, també és significatiu que en àrab, en començar la frase pel verb, que és l'essència, es vol dir que Déu és el principi de tot; en canvi, les llengües que comencen pel subjecte indiquen que anteposen l'existència, és a dir la humanitat, a l'essència, o sia la divinitat. Usant termes aristotèlics, en àrab es comença per l'essència i en les llengües occidentals es comença per l'existència.

### Altres especificacions
- La paraula islam, en minúscula, defineix la religió predicada per Muhàmmad; Islam amb majúscula es fa servir per a parlar del món islàmic, el conjunt de pobles musulmans.[cal citació]
- L'adjectiu islàmic qualifica tot el que es relaciona amb l'islam, en tant que religió o civilització.
- Islamisme és, en principi, sinònim de religió islàmica, però aquest mot se sol utilitzar més sovint per a designar l'islamisme polític o el fonamentalisme islàmic.[10]
- En català també s'utilitzen els mots mahometisme i mahometà, però el seu ús és desaconsellat pels musulmans, ja que impliquen que es tracta d'una religió creada per Muhàmmad (Mahoma), quan per als seus creients l'islam és «paraula de Déu» i el Profeta només n'ha estat el transmissor.[10][13]
- El mot musulmà (en àrab: مسلم) designa l'adepte a l'islam; té el mateix origen que islam (s-l-m) i significa ‘el qui se sotmet a Déu’.[10]

## Creences i pràctiques
El significat religiós del mot «islam» correspon, doncs, a «seguir la voluntat o a la llei de Déu.» Segons l'Alcorà, la mateixa natura és musulmana, ja que obeeix a les lleis a què Déu l'ha sotmesa. Pel que fa als éssers humans, que tenen una voluntat pròpia, la pràctica de l'islam no implica necessàriament una obligació, sinó la lliure acceptació dels manaments de Déu; el musulmà creu en la revelació de l'Alcorà i forma així part de la comunitat islàmica, l'Umma.
Es considera que Déu va crear l'ésser humà i la natura en un acte de misericòrdia primordial, oferint a cada element de la seva creació una naturalesa pròpia i unes lleis que el regeixen. El món és un tot ordenat, harmònic, un cosmos en què tot té un lloc i uns límits. El buit no existeix, per tant la natura no presenta cap ruptura ni fractura.

### Articles de fe
La religió islàmica (din) té tres dimensions constituïdes per les nocions de:
- islam (submissió a les lleis divines),
- iman (tenir fe en aquestes lleis),
- ihsan (harmonitzar-s'hi amb excel·lència).

El segon punt, la fe o iman, es tradueix per la creença (aqida) en sis articles de fe (arkan al-iman):
- La unitat i la unicitat de Déu (tawhid): la creença en un Déu únic i omnipotent és el fonament de l'islam; l'essència de l'Alcorà gira al voltant del tawhid o principi de la unitat absoluta de l'existència, que queda condensat en la fórmula La ilaha il·la L·lahu, ‘No hi ha més divinitat que Déu’. Aquest és el nucli de la cosmovisió islàmica, del qual es desprèn una concepció holística de l'existència com un tot integrat.[3] Segons l'islam, Déu presenta quatre funcions particulars: la creació, els mitjans de subsistència, el consell i el judici. Déu, que va crear l'univers per pura pietat, està condemnat a continuar. Déu ha creat la natura per afavorir la humanitat, però l'objectiu final de la humanitat és «servir a Déu,» cosa que significa només adorar-lo i construir un ordre ètic i social a la seva imatge, és a dir, sense «corrupció.»[1]

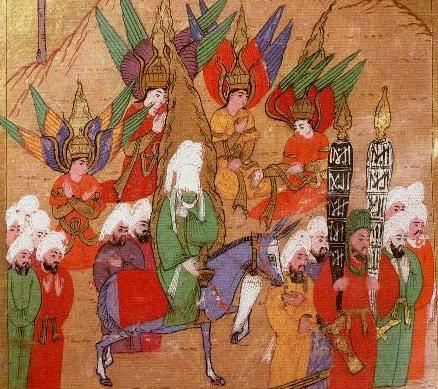
Muhàmmad acompanyat per quatre arcàngels, miniatura turca del

- La realitat dels àngels (malàïka): la paraula àrab per dir àngel (màlak) significa 'missatger', així com els mots equivalents en hebreu (malakh) i en grec (ànguelos). Segons l'Alcorà, els àngels no tenen lliure albir i adoren Déu amb una obediència total. Tenen la missió de «comunicar les revelacions de Déu, glorificar Déu, enregistrar les accions de cada persona i acompanyar la seva ànima en el moment de la mort.» Es creu que poden intercedir en favor de l'ésser humà i és permès adreçar-los pregàries.
- La legitimitat de les sagrades escriptures (kútub): d'acord amb la doctrina islàmica, hi ha hagut diverses Escriptures revelades al llarg de la història, de les quals les més conegudes són l'Alcorà revelat a Muhàmmad, la Torà (At-Tawrat) revelada a Moisès, el Llibre dels Salms (Az-Zabur) revelat a David i l'Evangeli (Al-Injil) revelat a Jesús. Si bé totes han estat veritables revelacions divines, per als musulmans l'Alcorà és l'únic llibre en què el contingut roman intacte, mentre que el dels altres texts hauria estat alterat.

| «                   | Dieu: creiem en Déu i en el que se'ns va revelar, en el que va revelar a Abraham, a Ismael, Isaac, Jacob i a les dotze tribus, i el que va revelar a Moisès, Jesús i als profetes. No discriminem entre ells, i ens sotmetem a Ell. | » |
| — Alcorà, sura 2:36 | |   |

- Els profetes com a veritables missatgers de Déu (nabí): l'Alcorà afirma que Déu va enviar missatgers (profetes) en diferents èpoques per explicar a cada comunitat que cal seguir les seves lleis; afirma que cadascun va ser veraç i just, obeint els designis de Déu, i cap no va canviar o alterar el seu missatge. Especifica que tots van ser éssers humans, creacions de Déu sense qualitats divines, però que se'ls va permetre obrar miracles (el miracle de Muhàmmad va ser relatar l'Alcorà). Els texts expliquen que Adam va inaugurar aquesta funció profètica[15] i que va ser clausurada per Muhàmmad, qualificat de «segell de la profecia.» S'esmenten més de 20 profetes, entre els quals Abraham (Ibrahim), David (Dàwud), Isaac (Ishaq), Ismael (Ismaïl), Jacob (Yaqub), Joan Baptista (Yahya), Jetró (Xuayb), Job (Ayyub), Jonàs (Yunus), Josep (Yússuf), Lot (Lut), Moisès (Mussa), Noè (Nuh), Salomó (Sulayman), Zacaries (Zakariyà) i Jesús (Issa) (a qui es nega, no obstant, la seva qualitat de «fill de Déu»).
- L'existència d'un Judici Final (Qiyama): els musulmans creuen en el «dia de la Resurrecció», Yawm al-Qiyama (o Yawm ad-Din, ‘dia del Judici’ o as-saa, ‘l'Última Hora’) i en tota una sèrie d'esdeveniments escatològics associats. Aquell dia els humans ressuscitaran de la mort en carn i ossos i veuran Déu, el qual els jutjarà sense intermediaris; segons els seus actes en vida, aniran al paradís (jannà) o a l'infern (jahannama); els profetes podran intercedir davant Déu en els casos dubtosos. Certs d'aquests detalls i d'altres són descrits en l'Alcorà, però molts provenen de la tradició i de les interpretacions dels experts en llei islàmica (ulemes). Per això, alguns aspectes permeten diverses visions i són causa de controvèrsies teològiques, com el temps que passaran els condemnats a l'infern o l'afirmació que es ressuscitarà literalment en carn i ossos. Fins i tot, corrents místics interpreten els plaers del paradís com a símbol de l'obtenció d'una consciència extàtica de Déu.[16]
- La predestinació (qàdar): segons la creença islàmica en la predestinació, Déu coneix i controla completament tots els esdeveniments del món; tot el que passa, sigui bo o dolent, ha estat escrit per endavant i no pot succeir res que no estigui permès per Déu. Malgrat això, segons els teòlegs musulmans, l'ésser humà té el lliure albir pel fet de poder de triar entre el bé i el mal i és, per tant, responsable dels seus actes. Segons la tradició islàmica, tot el que ha estat decretat per Déu es troba escrit en una Taula Preservada (Al-Lawh al-Mahfudh).

### Pilars de l'islam
La pràctica religiosa islàmica s'expressa en cinc preceptes bàsics, els cinc pilars de la religió (arkan al-islam) que tot bon musulmà ha de complir:

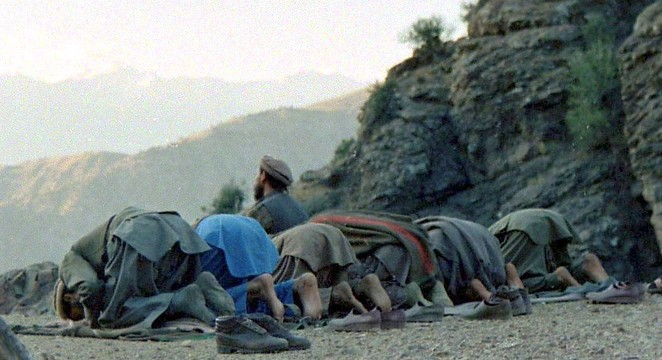
Pregària a l'aire lliure (Afganistan)

- La professió de fe (xahada): és una fórmula que diu «No hi ha cap divinitat tret de Déu i Muhàmmad és el profeta de Déu». Aquesta frase resumeix l'essència de la creença islàmica, és a dir, la unicitat de Déu i l'única guia constituïda pel seu profeta. És utilitzada en els principals moments de la vida i, per a esdevenir musulmà, no hi ha cap ritus d'iniciació o baptisme: només cal recitar, davant de testimonis i amb sincera convicció, aquesta professió de fe.
- La pregària ritual (salat): cinc cops al dia, a hores preestablertes i en direcció a la Meca, els fidels s'han de dirigir a Déu amb la pregària. Una sola pregària, la del migdia del divendres, ha de ser feta en comú i a la mesquita. Es reciten sures de l'Alcorà i sovint es repeteix la invocació «Al·lahu àkbar» («Déu és el més gran!»), coneguda com a takbir.
- L'almoina (zakat): l'almoina té dues modalitats: l'exercida espontàniament i lliure per agradar Déu i la reglamentada i obligatòria (zakat), segons la qual tots els musulmans han d'aportar als pobres i a la comunitat una desena part de les seves rendes i capital.
- El dejuni durant el mes de ramadà (sawm): el ramadà és el novè mes del calendari lunar i és el mes en què començà la revelació de l'Alcorà. Durant tot aquest període, es practica un dejuni purificador; des de l'alba a la posta del sol, el fidel s'ha d'abstenir de menjar i beure, de fumar i de tenir relacions sexuals.
- El pelegrinatge (hajj): el cinquè pilar bàsic de la fe islàmica és el pelegrinatge als llocs sants de la Meca, que s'ha de portar a terme almenys un cop a la vida. La visita estricta als llocs sants de la Meca és el pelegrinatge menor o umra i la visita combinada dels llocs sants de la Meca i del seu terme sagrat (al-balad al-haram) durant el mes de dhu-l-hijja és el gran pelegrinatge o hajj. L'objectiu essencial del pelegrinatge és la visita de la Kaba.

## Texts i lleis
En l'islam, la visió de la societat és teocràtica, en el sentit en què l'objectiu dels musulmans és seguir «la llei de Déu a la Terra.» Per als creients, totes les esferes de la vida (espiritual, ritual, personal, familiar, política o econòmica) formen una unitat indivisible. Així apareix el concepte de «llei islàmica,» la xaria, per ajudar a definir quins comportaments estan d'acord amb la llei divina i quins no. La xaria es basa en les dues fonts documentals musulmanes, l'Alcorà (considerat com la paraula de Déu) i la sunna (l'exemple del profeta), i quan no troba una resposta prou clara en els textos, utilitza diferents mètodes d'interpretació, constituint així una jurisprudència religiosa (fiqh). Això implica que molts costums i regles d'aquesta religió procedeixen de la tradició i la interpretació, i no pas directament de l'Alcorà, per la qual cosa algunes són discutides pels erudits i certes n'han variat amb el pas del temps.

### Alcorà

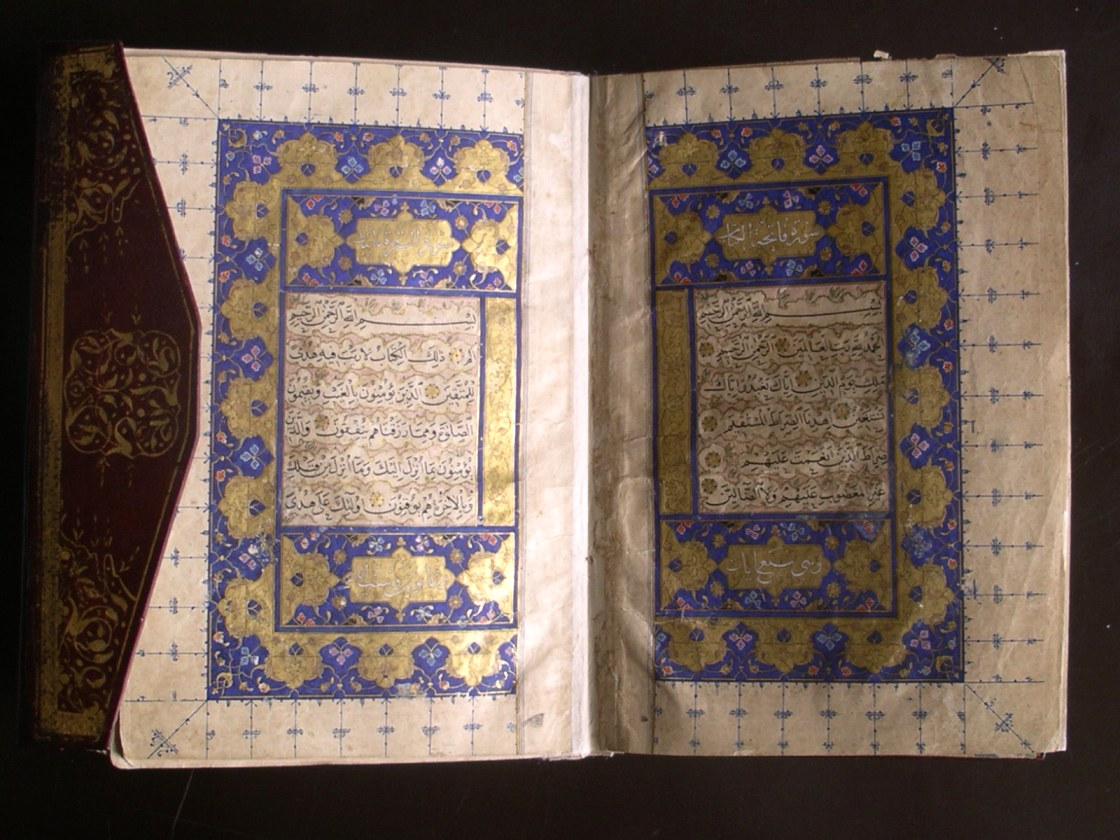
Exemplar de l'Alcorà del

L'Alcorà (Al-Quran, ‘lectura en veu alta’, ‘recitació’, ‘predicació’) és el llibre sagrat de l'islam. Per als musulmans, conté textualment la paraula de Déu i és considerat com a etern i miraculosament inimitable (ijaz). En la teologia musulmana, l'autoritat de l'Alcorà ho domina tot. Es tracta igualment del primer llibre escrit en àrab i l'estil que utilitza, proper a la poesia, va marcar profundament el desenvolupament de la literatura en aquesta llengua.
A causa d'això, en els actes religiosos islàmics, es fa servir exclusivament l'àrab: es considera que quan l'Alcorà es tradueix es perd part del missatge que conté; a més, només pot ser copiat en escriptura cal·ligràfica. També es considera que cal escoltar-lo, per la qual cosa, quan es llegeix, s'ha de fer en veu alta. Existeixen set sistemes canònics de lectura de l'Alcorà.
Muhàmmad va transmetre oralment les revelacions que rebia i els auditors les van transcriure en fulles de palmera, trossos de cuir o ossos. A la mort del profeta, l'any 632, es van començar a reunir els textos fins a quedar fixats, durant el califat d'Uthman ibn Affan (644-655), amb la forma que avui presenten: 114 capítols (sures), cadascun dividit en versicles (ayat).

### Tradició del profeta
L'Alcorà proposa moltes normes de comportament per als fidels; no obstant això, hi ha molts altres aspectes no especificats, tant religiosos com seculars. Per a trobar respostes, l'islam cerca en els hadits, uns texts que recullen les dites i accions de Muhàmmad, transmesos pels seus contemporanis (els «companys del profeta» o sahaba), i que són considerats com a exemples a seguir per als musulmans. El conjunt dels hadits i les seves interpretacions han constituït la sunna, és a dir, «la tradició del profeta.»
Els hadits han estat compendiats en diversos reculls, classificats segons la seva credibilitat, i els més importants són el Recull de Bukharí i el Recull de Múslim.

### Llei islàmica
La llei islàmica, la xaria ('el camí'), es va desenvolupar per permetre als fidels de seguir els manaments divins, ja que es considera que en la seva obediència rau l'única possibilitat de salvació. Per a un creient, tots els actes de la vida quotidiana s'han de practicar a la llum d'aquest principi de submissió a Déu. Aquesta llei cobreix, doncs, tots els àmbits de la vida (des de la manera correcta de vestir-se, l'alimentació, la família, el matrimoni, les herències, els contractes, l'economia o el dret penal, fins al dret militar) i defineix bàsicament el que és lícit (halal) i el que és il·lícit (haram).
La seva aplicació pràctica pren la forma de fàtues, decisions doctrinals adoptades per erudits religiosos (muftís) a partir de la interpretació de l'Alcorà i la sunna, seguint les regles tradicionals (ussul al-fiqh). L'ús de la interpretació permet, però, l'adopció de diversos punts de vista, per la qual cosa no es pot parlar d'«una xaria,» ja que no existeix una sola llei islàmica codificada.
Aquesta diversitat jurídica és una característica majoritàriament acceptada en l'islam, legitimada molt d'hora per hadits en què Muhàmmad hauria dit, per exemple, «sigui quin sigui el company meu que seguireu, estareu en el bon camí.»

### Jurisprudència
El fiqh és la jurisprudència islàmica que mira d'aclarir, en cada cas, «el que s'exigeix (fardh), el que està prohibit (haram), recomanat (mostahab), desaprovat (makrú) o merament permès (mubà).» Va aparèixer per tal de convertir les directives dels texts sagrats en una legislació aplicable, i amb aquest objectiu, els juristes islàmics (alfaquins) utilitzen dos mètodes d'interpretació: el consens de la comunitat (ijmà) i l'analogia (qiyàs). Aquestes dues fonts d'estudi, junt amb les dues fonts documentals, s'anomenen les «arrels de la llei» (ussul al-fiqh).
Durant els dos primers segles d'existència de l'islam, es van desenvolupar nombroses escoles de jurisprudència (màdhhabs), de les quals actualment en resten actives quatre de principals dins del sunnisme (les escoles xafiïta, hanafita, malikita i hanbalita), que malgrat llurs diferències es reconeixen totes com a legítimes, i una dins del xiisme (la jafarita).

## Corrents de pensament

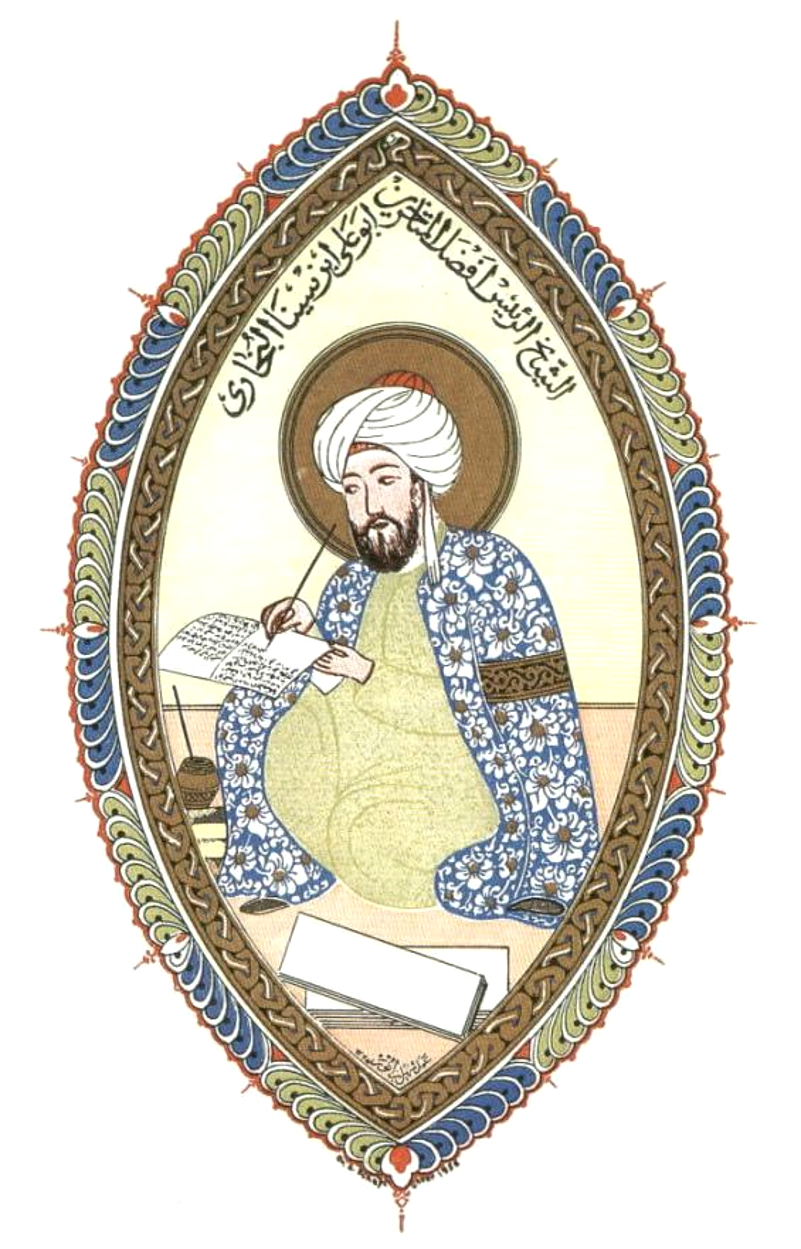
Miniatura representant Ibn Sina (Avicenna), erudit persa de gran renom que intentà conciliar raó i religió

Als seus inicis, l'islam naixent es va confrontar amb les idees de les cultures mil·lenàries que va conquerir i les dels fidels d'altres religions que va assimilar. Per tal d'afirmar-se i distingir-se, la nova religió va efectuar un important esforç de pensament tenint recurs en l'especulació filosòfica. Aquest mètode d'estudi va afavorir el floriment d'una gran activitat intel·lectual i va propiciar el desenvolupament de la ciència.
Cal distingir, però, dos corrents dins d'aquest pensament islàmic especulatiu: el kalam, que tracta sobretot de qüestions teològiques, mirant de demostrar que el missatge alcorànic és més plausible que el dels seus adversaris, i la fàlsafa que, centrant-se a interpretar l'aristotelisme i el neoplatonisme, va defensar el valor superior de la raó per a comprendre aquest mateix missatge i el món en general. Hi hagué intents posteriors per part de filòsofs-teòlegs d'harmonitzar les dues tendències, en particular els d'Avicenna i Averrois, així com els d'Ibn al-Hàytham (Alhazen), al-Biruní, Ibn Tufayl i Ibn an-Nafís.

### Escoles teològiques (kalam)
La primera escola important de teologia islàmica va ser el mutazilisme, que subratllava la compatibilitat entre religió i lògica, defensant la noció de lliure albir i la validesa de l'ús de la raó per a comprendre i explicar la fe. La seva teologia va esdevenir ràpidament molt influent fins a ser establerta com a credo oficial pel califa al-Mamun, que va regnar entre 814 i 833.
Cap al segle x, però, es va produir una reacció, la dels aixarites; aquests negaven el lliure albir, considerant el concepte incompatible amb el poder absolut i la voluntat de Déu, i rebutjaven que la raó humana pogués conduir al coneixement del bé i del mal. Els conceptes d'aquesta escola es van anar imposant amb lentitud entre els sunnites fins a esdevenir predominants, i el mutazilisme va acabar per dissoldre's completament. Tanmateix, la influència d'aquest corrent va marcar amb profunditat moltes nocions de l'islam.
Altres escoles teològiques van ser el maturidisme, variant de l'escola aixarita, o el murgisme, de concepcions tolerants i influent durant el període omeia, però que va acabar sent considerada com a bida o innovació no ortodoxa. També va ser important l'atharisme, que considerava que calia seguir els texts al peu de la lletra, sense cercar a interpretar-los, i que va influir fortament l'escola jurídica hanbalita i, mitjançant aquesta, el wahhabisme.

### Filosofia (fàlsafa)
El mecenes i erudit al-Kindí (segle ix) és considerat el pare de la filosofia islàmica, en contribuir a sintetitzar el neoplatonisme gràcies a les primeres traduccions dels filòsofs grecs a l'àrab. Tot i així, la seva via era més aviat propera a la del kàlam. Molt més radical va ser ar-Razí, fervent partidari del racionalisme, però les seves propostes filosòfiques no van obtenir gaire ressò. Va ser a partir d'al-Farabí i els seus successors, Avicenna i Averrois, que van sistematitzar les obres lògiques d'Aristòtil, que la fàlsafa pot considerar-se una plena disciplina. Aquesta va mirar de conciliar raó, revelació i profetisme, però va acabar topant-se amb l'oposició de certs esperits religiosos, com al-Ghazalí, i de mica en mica va periclitar. Amb tot, la feina feta pels filòsofs musulmans va marcar el renaixement de la filosofia occidental medieval i va continuar desenvolupant-se mitjançant aquesta.

## Branques
Aquesta bullícia d'idees així com altres problemes de caràcter polític van posar ben d'hora de manifest divergències entre la comunitat de creients. Així, van aparèixer els corrents que s'anomenaran més tard sunnisme, xiisme, kharigisme i mutazilisme. Amb el pas del temps, encara van sorgir altres variants i corrents, com la comunitat ahmadia: alguns van evolucionar en religions derivades, com el babisme, la fe bahai o els drusos; d'altres, sobretot a partir del segle xix, van defensar un retorn a l'islam «veritable,» com els moviments fonamentalistes wahhabita i salafista, que van influir l'actual islamisme polític; d'altres, finalment, van mirar de reconciliar religió, secularisme i modernitat, com l'anomenat islam liberal o els corrents seculars.
Paral·lelament, es va desenvolupar un corrent místic, el sufisme, practicat indistintament per musulmans de les diverses branques. Aquest moviment, però, ha estat regularment mal vist i fins i tot condemnat per la visió religiosa ortodoxa.

### Sunnites
Els sunnites (ahl as-sunna, ‘la gent de la tradició’) és la gran majoria que defensa que la direcció de l'islam ha d'estar en mans dels califes sense tenir en compte els llaços de sang amb Mahoma.

### Xiïtes

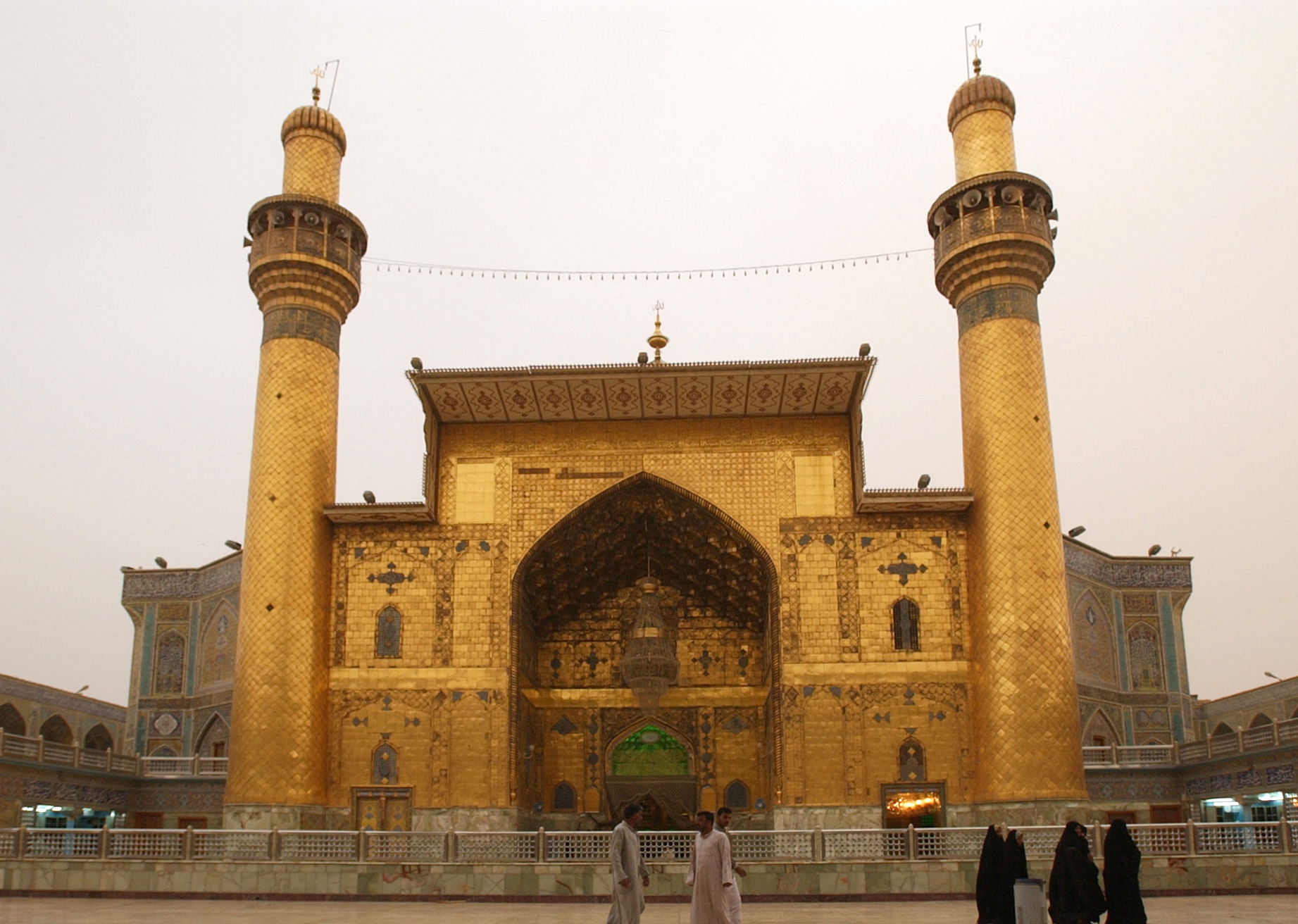
Mesquita d'Alí a Najaf, Iraq, lloc sant dels xiïtes

Els xiïtes (aix-xia, ‘seguidors [d'Alí]’) són l'únic grup dissident d'importància pel que fa a l'ortodòxia sunnita que sobreviu en l'islam. Van sorgir a conseqüència d'una disputa sobre la successió de Muhàmmad a la mort d'Uthman ibn Affan, el tercer dels «califes ben guiats»; aquest grup va declarar-se partidari d'Alí ibn Abi-Tàlib enfront del pretendent omeia Muàwiya. Pels xiïtes, el guiatge de la comunitat és un dret diví reservat als descendents del profeta (Ahl al-Bayt) mitjançant la seva filla Fàtima az-Zahrà i el seu marit Alí ibn Abi-Tàlib, que creien que havia estat designat pel profeta per a succeir-lo. L'imam (que per a ells ha de ser un descendent d'Alí i a qui s'atribueix un caràcter semidiví) és, per la seva mateixa condició, l'únic capacitat per a «explicar la llei de Déu»; així, l'autoritat que se li atribueix dona peu a l'existència d'una jerarquia religiosa o clergat. Dins d'aquest corrent, els imamites (majoritaris) creuen que a partir d'Alí arrenca una sèrie de dotze imams infal·libles; el dotzè va desaparèixer l'any 873 (ocultació) i esperen que al seu retorn el món sigui redimit i presidit per la justícia (creença en el mahdí). El xiisme conté així un component esotèric i messiànic, que és més o menys important segons les branques.

### Kharigites
Els kharigites (al-khawàrij, ‘els que surten’) van ser un grup purista i fanàtic que en el seu moment no va optar ni per recolzar Alí ibn Abi-Tàlib ni Muàwiya, considerant que cap dels dos no eren prou purs per a esdevenir califes. Entre els seus punts de vista, destaca la qüestió de si un musulmà podia continuar sent-ho després de cometre pecats greus; els kharigites sostenien que la comissió de pecats greus, sense el degut penediment, podia portar fins i tot a l'exclusió del musulmà de la comunitat islàmica (encara que continués observant els restants articles de fe). Per a ells, les bones obres, i no sols la fe, eren essencials per a l'islam. Els kharigites van arribar a considerar impies gairebé totes les autoritats polítiques musulmanes i, després de nombroses revoltes, van ser eliminats. Tot i així, una facció kharigita més moderada, els ibadites, va aconseguir sobreviure i actualment perviu al nord i a l'est d'Àfrica, i en alguns països de l'Orient Mitjà (Síria i Oman).

### Sufisme
El moviment místic que hom anomenarà sufisme (tassàwwuf) ja existia al segle viii, quan petits cercles de musulmans pietosos, com a reacció davant la creixent atracció pels béns terrenals que mostrava la comunitat islàmica, van començar a cridar l'atenció sobre la importància de la vida interior de l'esperit i la purificació moral. Durant el segle ix, el sufisme es va desenvolupar com una doctrina mística i amb l'ideal d'una comunió directa o, millor encara, una unió d'èxtasi amb Déu. Aquesta aspiració a la unió mística amb Déu violava el compromís islàmic ortodox amb el monoteisme. Per aquesta causa, va ser executat a Bagdad, l'any 922, el sufí al-Hal·laj, acusat d'haver manifestat la seva identitat amb Déu. Destacats sufís van intentar, més tard, aconseguir una síntesi entre el sufisme moderat i l'ortodòxia i, al segle xi, el respectat erudit persa Al-Ghazalí va aconseguir introduir el moviment en l'àmbit de l'ortodòxia sunnita.
Al segle xii, el sufisme va deixar de ser patrimoni d'una elit instruïda i es va transformar en un complex moviment popular. La insistència sufí en el coneixement i en l'amor de Déu va augmentar l'atractiu de l'islam per a les masses i va fer possible la seva extensió més enllà de l'Orient Mitjà, arribant a més zones d'Àfrica i de l'Àsia oriental; les germandats sufís (turuq) es van multiplicar des de l'Atlàntic fins a Indonèsia, tot i que algunes comunitats van abraçar tot el món islàmic i d'altres van ser regionals o locals. L'enorme implantació d'aquestes fraternitats es va deure, en primer terme, a la capacitat i a la generositat de llurs fundadors i dirigents, els quals no sols atenien les necessitats espirituals de llurs seguidors sinó que també ajudaven els pobres, sense importar quines eren llurs creences, i actuaven amb assiduïtat com a intermediaris entre el poble i els dirigents polítics.

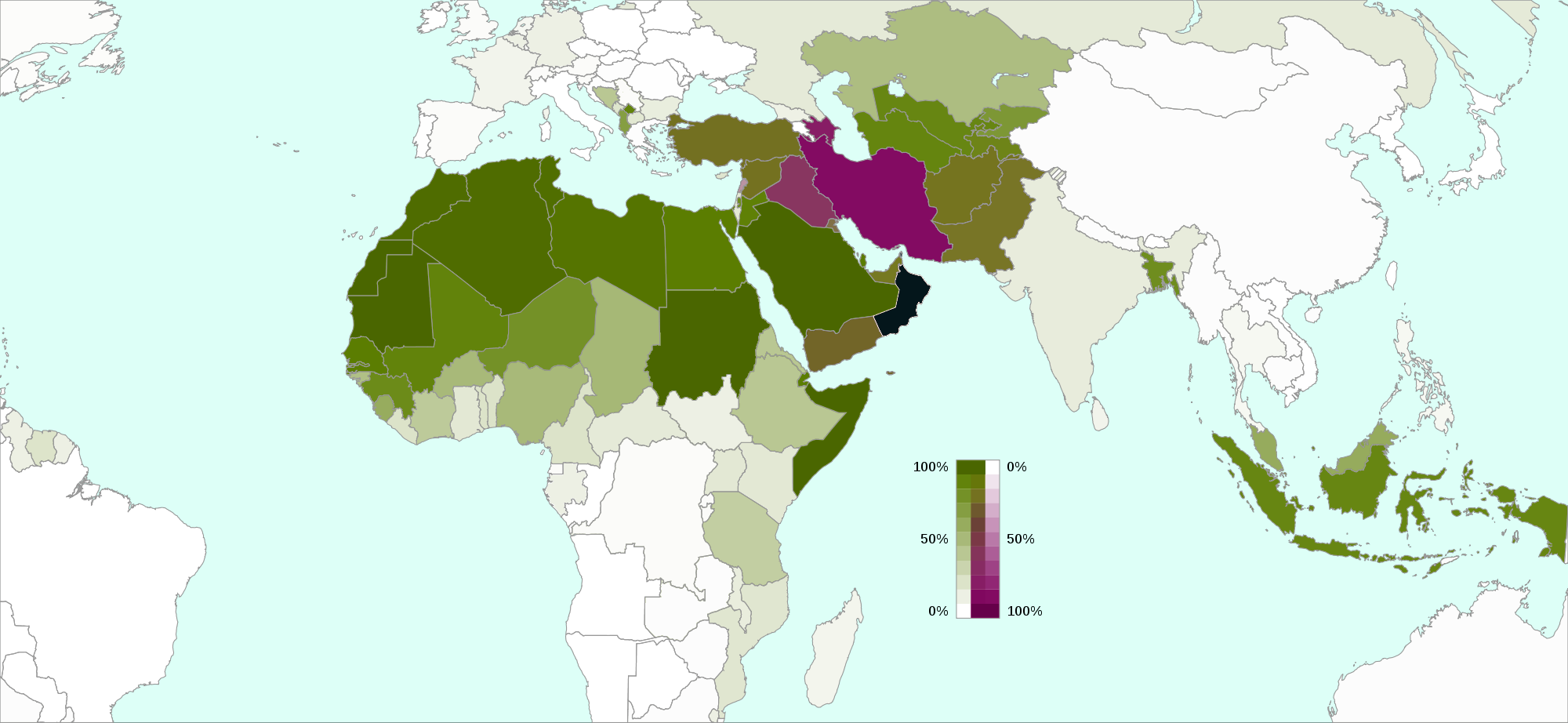
Percentatge dels diferents corrents per país: verd: sunnisme, vermell: xiisme, blau: ibadisme

## Llocs sants i símbols
Per a no desviar els fidels de la noció d'unicitat divina (només Déu mereix l'adoració), l'islam no integra la devoció envers objectes o sants. Nogensmenys, hi ha tres ciutats que es consideren com a sagrades per albergar indrets d'un simbolisme molt especial: 

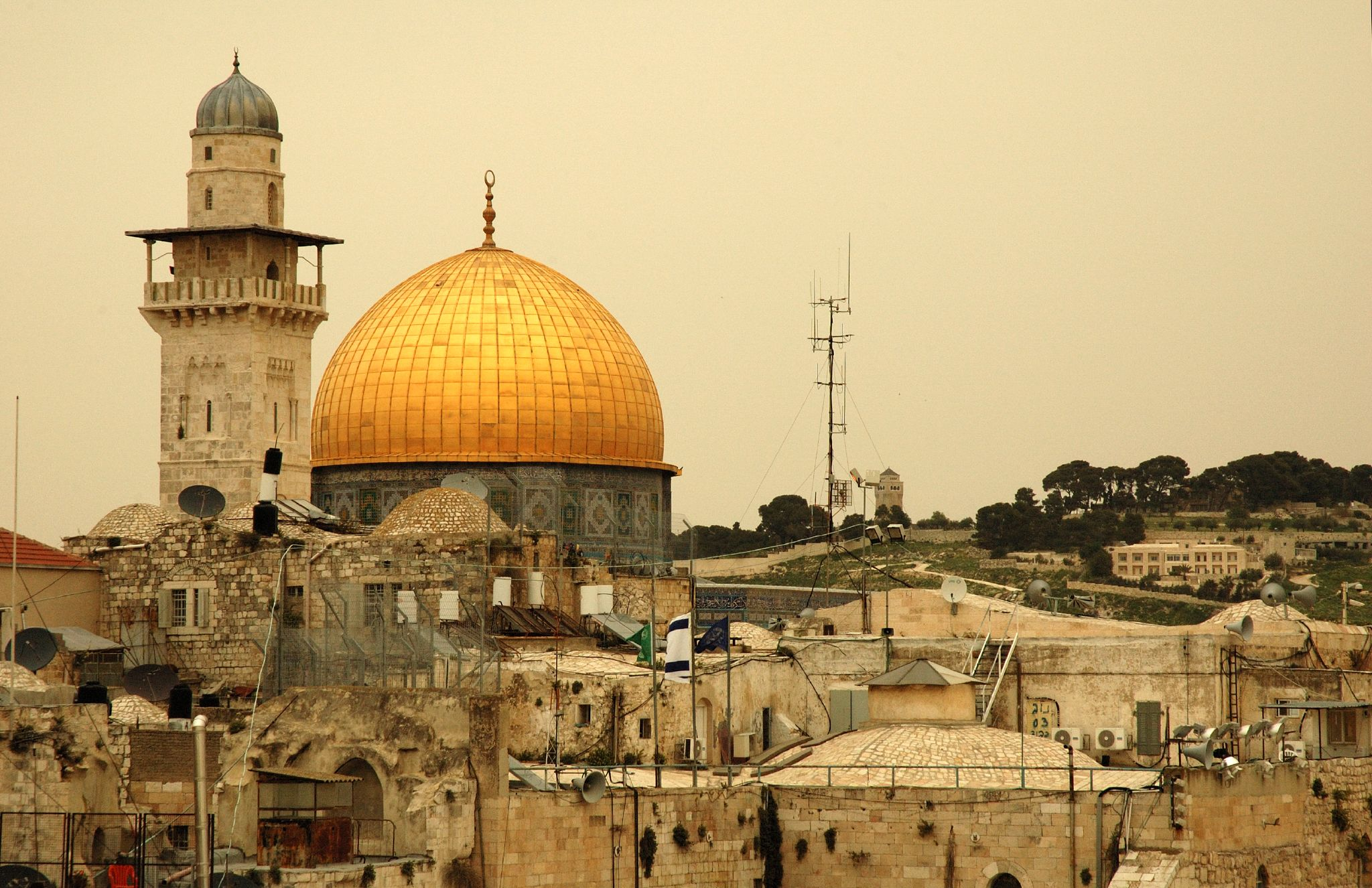
Cúpula de la Roca a Jerusalem

- La primera ciutat santa és la Meca (Makka), a l'Aràbia Saudita, on es troba la Kaba. Segons la tradició, aquest edifici va ser el primer lloc de culte a la Terra, construït per Adam i reconstruït per Ibrahim (Abraham) per ordre divina. La Kaba és considerada el centre de l'islam, indret vers el qual tots els fidels del món s'orienten per a pregar (alquibla). Cada musulmà ha de pelegrinar-hi almenys una vegada a la vida si en té la capacitat física i financera.
- La segona és Medina (Al-Madina), ciutat on el profeta Muhàmmad va emigrar durant l'episodi alcorànic de l'hègira, i on va morir i s'hi troba enterrat (a la mesquita del Profeta).
- La tercera és Jerusalem (Al-Quds), amb la mesquita d'Al-Aqsa i la Cúpula de la Roca, lloc des d'on, segons la tradició, Muhàmmad va efectuar un viatge miraculós vers Déu (Làylat al-Miraj).

Els musulmans d'Etiòpia afegeixen a aquesta llista una quarta ciutat santa, Harar, que va ser l'antic centre de l'islam a la banya d'Àfrica.
Els xiïtes reconeixen dues altres ciutats santes: Najaf i Karbala, a l'Iraq. A la primera, s'hi troba el mausoleu d'Alí ibn Abi-Tàlib; a la segona, va tenir lloc el «martiri de Hussayn», net del profeta i fill d'Alí, esdeveniment conegut com la «matança de Karbala» i que constitueix un dels mites fundadors de l'islam xiïta, commemorat cada any durant l'Aixura. Una altra ciutat santa del xiisme és Qom, a l'Iran, centre principal d'erudició d'aquest corrent.
Els sufís i alguns xiïtes també solen recollir-se a les tombes de certs mestres espirituals (xeics o imams) considerats com a sants.

Bandera de Mauritània

Per tal d'evitar la temptació d'adorar imatges, l'islam ortodox, basant-se en els hadits, tampoc no encoratja (i fins i tot prohibeix) les representacions de figures humanes, tant en pintura com en escultura. Per això, com a símbols decoratius, s'han desenvolupat més aviat la cal·ligrafia (reprenent sobretot versicles de l'Alcorà), les formes geomètriques o representacions de la Kaba.
El color verd se sol associar a aquesta religió, ja que es va utilitzar d'hora en les banderes com a símbol del color del paradís. Tot i així, al llarg de la història, l'islam ha estat simbolitzat per altres colors: els fatimites van utilitzar el verd, però el color dels omeies va ser el blanc, els dels haiximites va ser el vermell (símbol de la sang dels màrtirs) i els abbàssides van utilitzar el negre.
Finalment, el símbol utilitzat més sovint és el creixent lunar i l'estrella, que de fet prové de l'Imperi Romà d'Orient, i va ser reprès per l'Imperi Otomà.

## Societat
Moltes pràctiques socials són especificades per la xaria i l'àdab (codi islàmic de l'etiqueta). Desenvolupades i detallades pel fiqh, les diferents normes han variat al llarg del temps i algunes són diferents d'una contrada a l'altra. D'altra banda, sovint hi ha confusió entre regles religioses i costums locals i, en certs països islàmics, la llei civil pot desaconsellar o teòricament prohibir certes d'aquestes pràctiques. L'Alcorà especifica una sèrie de lleis (hudud), d'altres provenen dels hadits. Els pecats considerats més greus són el politeisme, l'assassinat, l'adulteri, el robatori i la injustícia.

### Vida personal i familiar
L'etiqueta inclou costums força estesos, com dir les fórmules as-salamu alaykum (‘la pau sigui amb vós’) per saludar o la bàsmala (‘en nom de Déu’) abans dels àpats, així com el fet d'utilitzar només la mà dreta per a menjar i beure.
Les regles religioses també detallen molts aspectes de la higiene: per exemple, es practica la circumcisió, i els rituals de l'enterrament inclouen la recitació d'una oració fúnebre (salat al-janazah), així com rentar i embolcallar el difunt en un sudari abans d'enterrar-lo en una tomba. També es legisla sobre la dieta: hi ha substàncies prohibides com el porc, la sang, la carronya i l'alcohol; tota carn ha de procedir d'un animal herbívor sacrificat segons un cert ritual purificador (dhabiha), excepte els animals fruit de la cacera personal.

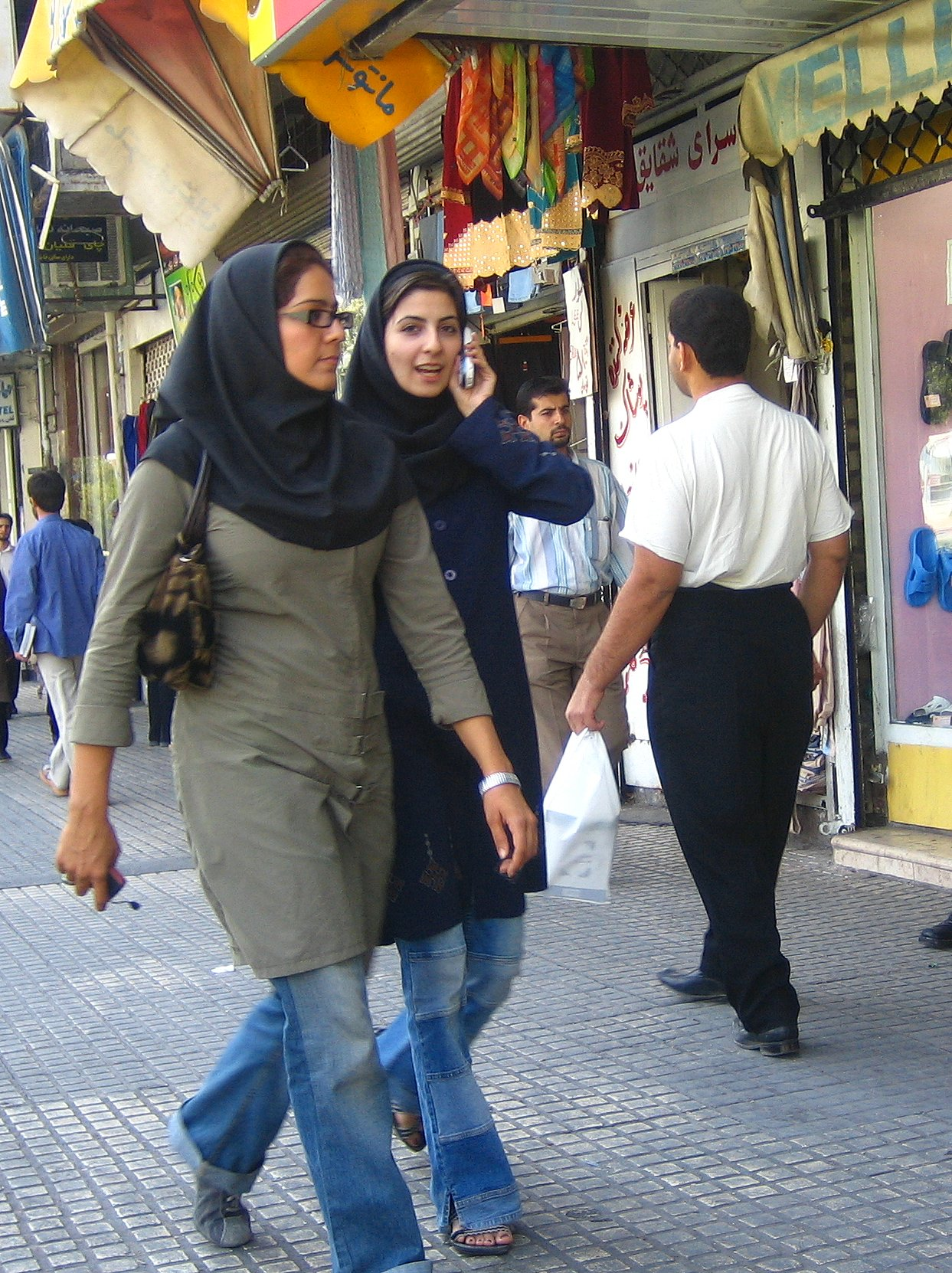
Dones iranianes duent el hijab

La xaria defineix igualment les obligacions i drets legals dels membres de la família, considerada com la unitat bàsica de la societat. Es tracta d'un sistema patriarcal: el pare és considerat com a responsable financer de la família i ha de vetllar pel seu benestar. El matrimoni és un contracte civil que consisteix en una oferta i en la seva acceptació entre les dues parts en presència de dos testimonis qualificats: el nuvi ha de pagar un dot (mahr) a la núvia segons el que estipula el contracte. La llei religiosa accepta la poligàmia: un home pot tenir fins a quatre esposes a condició de poder garantir un tractament estrictament igual entre elles, mentre que la dona només pot tenir un marit. També es considera la repudiació (talaq).
Pel que fa a la indumentària, l'etiqueta i la llei islàmica preconitzen la modèstia i el pudor. Un dels costums més estesos per part de les dones musulmanes és el de cobrir-se els cabells amb diversos models de vel o hijab, tot i que els estudiosos no estan d'acord en si els texts sagrats justifiquen aquesta pràctica.
La xaria, fruit del context i l'època en què es van anar dictant les lleis, permet una interpretació variada dels drets i deures de la dona, que en la pràctica sovint s'ha decantat vers el patriarcat estricte. Les prescripcions de l'Alcorà van millorar les condicions de la dona en relació amb els comportaments tribals de l'època preislàmica; l'home i la dona van ser declarats iguals «excepte que l'home se situa en un pla superior, ja que és el responsable de la subsistència de la família.» Així, si la dona rep herència, aquesta és menor que per a l'hereu mascle i, en cas de judici, el seu testimoniatge té la meitat de valor que el d'un home. A partir del segle xx, els reformadors socials musulmans han argumentat, amb un èxit variable, en contra de certes pràctiques tradicionals, com la poligàmia, la purdah (reclusió de les dones) o certs costums referents als vestits. Alhora, moltes dones musulmanes han tractat de conciliar la tradició amb la modernitat mitjançant la combinació d'una vida activa amb la modèstia exterior.

### Religió i política
La unió indissociable dins de l'islam entre totes les esferes de la vida implica que la política estigui igualment associada a consideracions religioses, així com els aspectes econòmic i militar.
- El sistema polític ideal des del punt de vista religiós és el califat: el mot califa designa el «successor de Muhàmmad,» aquell qui, com el profeta, és capaç de garantir la unitat de l'Umma i de dirigir-la segons les lleis divines. Aquesta institució, però, es va afeblir ràpidament fins a desaparèixer completament amb la fi de l'Imperi Otomà (1923), que encara feia servir aquesta denominació. La seva reposició és el somni de molts islamistes, considerant-la l'únic remei perquè els creients segueixin la via justa dictada per Déu. Després de la colonització del món islàmic pels europeus, certs països s'han constituït en estats islàmics, és a dir, que estan oficialment regits per la xaria, com l'Aràbia Saudita o l'Iran. Els altres han combinat amb percentatge diferent una legislació laica amb els continguts de la llei religiosa.
- L'economia en l'islam gaudeix igualment d'unes determinades característiques pròpies, com la utilització del zakat (impost canònic) pel bé de la comunitat, la prohibició d'elements d'incertesa en els contractes i la prohibició de la usura. Actualment, aquest sistema econòmic es descriu sovint com una tercera via entre capitalisme i socialisme sense els seus inconvenients i obté un cert ressò en el món occidental com a alternativa més segura pel que fa als aspectes financers. D'altra banda, històricament, la moneda pròpia del món islàmic ha estat (i continua sent en molts països) el dinar.
- L'aspecte militar també és considerat dins de la xaria. L'Alcorà inclou el concepte de gihad, que significa 'lluita'; aquesta es pot entendre a diferents nivells: lluita del bé contra el mal, utilitzada per aconseguir la perfecció moral i espiritual en l'àmbit personal, però igualment lluita legítima de la comunitat contra els seus enemics. Aquest darrer aspecte és el que ha justificat que la gihad s'entengui com a 'guerra santa', la qual està molt codificada per la jurisprudència islàmica.

### Art i cultura

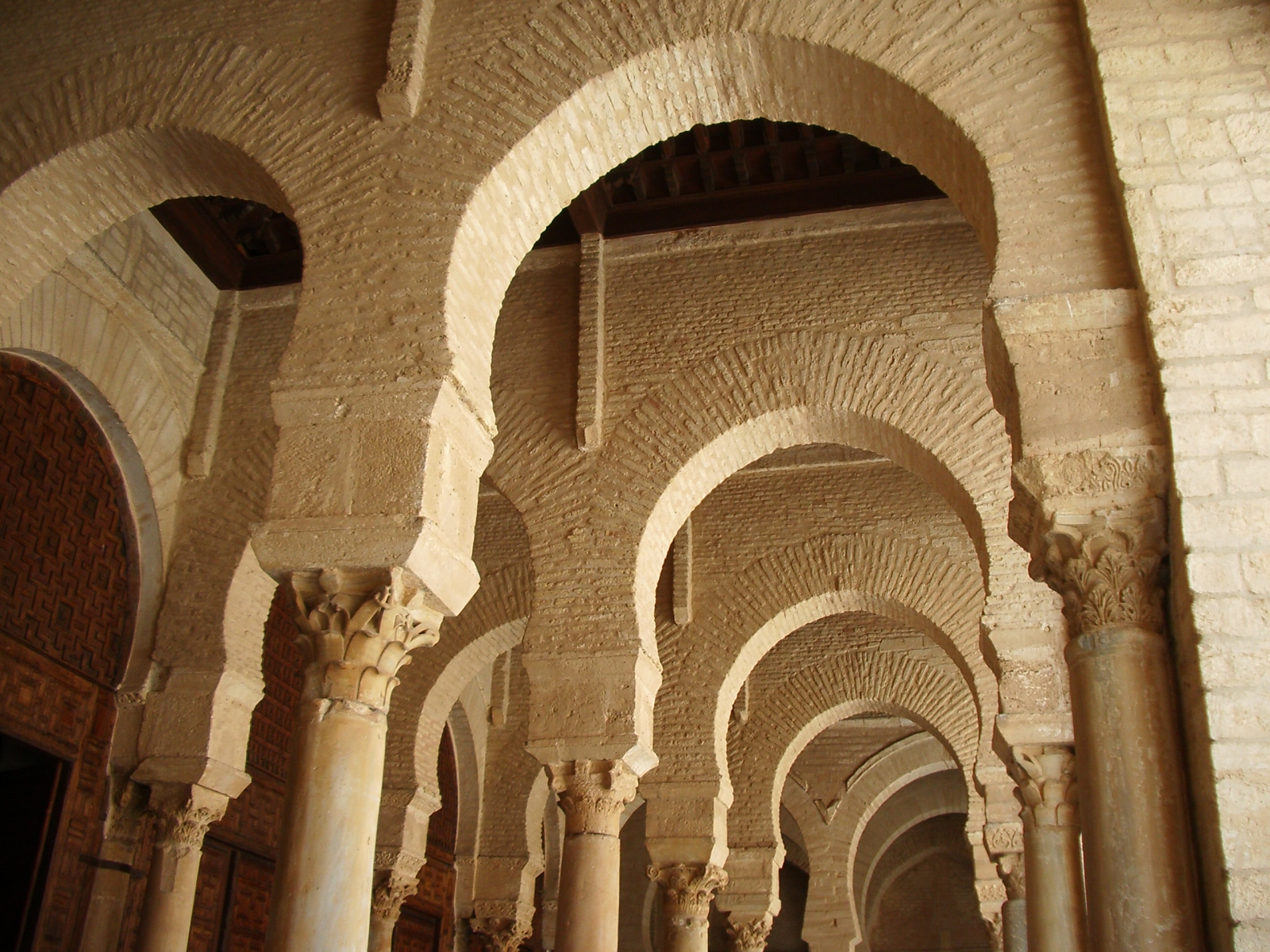
Barreja d'estils arquitectònics a la Gran mesquita de Kairuan (Tunísia)

La cultura islàmica va tenir des del començament un caràcter eclèctic: els territoris conquerits als romans d'Orient i als perses sassànides pertanyien a dues de les cultures més desenvolupades de la seva època. La integració d'aquestes amb les tradicions àrabs van donar lloc al que s'anomena civilització islàmica, que va ser, al marge de la llunyana civilització xinesa, la més desenvolupada del món durant l'edat mitjana. Tant el califat omeia com l'abbàssida van conèixer una gran esplendor, i quan la fragmentació política semblava debilitar la puixança de l'islam, va sorgir a l'Al-Àndalus el brillant califat de Còrdova (929-1031), un dels cims culturals de tota l'edat mitjana. Aquesta cultura islàmica va destacar en els camps de la literatura, la ciència i la filosofia; això no obstant, des del final de l'edat mitjana es va produir un estancament cultural que contrasta amb la vitalitat que va adquirir la cultura europea.
L'art islàmic sobresurt principalment en els camps de l'arquitectura, la cal·ligrafia, la pintura i la ceràmica. La seva expressió més important és probablement l'arquitectura, en particular la de les mesquites i les madrasses. Aquesta arquitectura no és uniforme, i va barrejar-se amb els estils presents en els diversos països on va florir: Al nord d'Àfrica i a la península Ibèrica, per exemple, va incloure elements romans i romans d'Orient, com es pot veure a la mesquita de Kairuan, al palau de l'Alhambra de Granada o la mesquita de Còrdova. Pel seu cantó, l'arquitectura mogola va sintetitzar els estils islàmic, persa, indi i turc, i n'és un exemple el Taj Mahal.

### Altres aspectes
- La mesquita és el lloc de culte dels musulmans; encara que la seva funció principal és servir de lloc de pregària, també és important per a la comunitat musulmana com a indret de trobada i d'estudi.
- El calendari islàmic és un calendari lunar. L'inici oficial de l'època musulmana va ser triat per celebrar l'hègira (any 622 dC), que va significar l'acte fundacional de la comunitat islàmica (Umma). Aquest calendari consta de dinou anys ordinaris de 354 dies i onze anys de traspàs de 355 dies en un cicle de trenta anys. Els mesos comencen quan es veu el primer creixent de lluna a partir de la lluna nova. Un dia en el calendari islàmic es defineix de vespre a vespre.
- Les festivitats islàmiques s'escauen en dates fixes del calendari lunar, per la qual cosa es produeixen en les diferents estacions en relació amb el calendari gregorià. Les celebracions més importants són l'Id al-Fitr ('festa de purificació'), l'1 de xawwal, que marca la ruptura del dejuni del mes de ramadà, i l'Id al-Ad·ha ('festa del sacrifici'), celebrada el 10 de dhu-l-hijja coincidint amb la fi del pelegrinatge a la Meca.
- Hi ha molts termes en l'islam per a referir-se als càrrecs religiosos, tot i que, en no haver-hi clergat, aquests mots defineixen, de fet, els diversos tipus d'erudits i juristes dedicats als diferents camps dels estudis islàmics. En el sentit més ampli, es fa servir el terme ulema per a descriure aquells que han completat diversos anys de formació i estudi de les ciències islàmiques, com els muftís, els cadis, els alfaquins o els mújtahids. També hi ha els mul·làs, imams i mawlas, considerats com a autoritats només per alguns corrents de l'islam.

## Història
En temps de Muhàmmad, la península Aràbiga estava habitada per beduïns nòmades dedicats a la ramaderia i al bandidatge, i per ciutadans que vivien del comerç, en general prop de les costes. La religió dels àrabs de llavors era politeista, encara que existia una antiga tradició de monoteisme o, si més no, la creença en una divinitat suprema. Les comunitats jueves i cristianes, potser, van contribuir a crear una major receptivitat cap a les doctrines monoteistes, tot i que ni el judaisme ni el cristianisme van atreure els àrabs. Abans de Muhàmmad, hi va haver alguns predicadors monoteistes, encara que amb poc d'èxit. L'islam va incloure elements arrelats en la tradició àrab preislàmica. Així, per exemple, institucions tan importants com la peregrinació al santuari de la Kaba van ser integrades, encara que modificades.
Segons un investigador, l'islam, al contrari que diu la mateixa tradicional propaganda islàmica, no va suposar un canvi tan trencador respecte la Jahiliyya.

### Muhàmmad
Muhàmmad (570-632) va tenir la seva primera experiència profètica als quaranta anys quan, segons va afirmar, se li va aparèixer l'arcàngel Jibril (Gabriel) en una visió. Muhàmmad va confiar a la seva família (pertanyent a la tribu quraixita, que gaudia del poder polític
a la Meca) i amics íntims el contingut d'aquesta visió i d'altres posteriors. Al cap de quatre anys, va començar a predicar en públic a la seva ciutat natal i principal nucli comercial d'Aràbia, la Meca. Davant l'hostilitat dels habitants d'aquesta ciutat, va marxar a Medina l'any 622. Aquest esdeveniment, l'hègira o emigració, marca el primer any del calendari islàmic. A la ciutat de Medina, Muhàmmad va adquirir ben aviat una autoritat espiritual i temporal, i va arribar a ser reconegut com a legislador i profeta. Després de vèncer l'oposició àrab i jueva que havia trobat a Medina, va emprendre una guerra contra la Meca. De mica en mica, les tribus àrabs li van declarar llur lleialtat i la Meca es va retre l'any 630. Quan Muhàmmad va morir era el màxim dirigent d'un estat àrab que incrementava el seu poder amb una gran rapidesa.
Els ensenyaments centrals de Muhàmmad eren que Déu era bo, omnipotent i únic, la necessitat que la generositat i la justícia guiessin les relacions humanes, i va establir la igualtat entre els creients, sense distincions de nacionalitat, ètnia, rang social o sexe (Umma).

### Període primerenc

Expansió en vida de Muhàmmad, 612-632
Expansió sota el primer califat, 635-680
Expansió durant el califat omeia, 661-750

Entre els anys 632 i 750, sota el regnat dels quatre primers califes i dels omeies, es va produir una expansió territorial fulgurant de l'islam, que va sotmetre imperis tan importants com el persa o el romà d'Orient, dominant un territori que anava des de la península Ibèrica fins a l'actual Pakistan. Altrament, durant aquestes dues centúries i les dues immediatament posteriors, es van desenvolupar les qüestions legislatives i teològiques bàsiques de l'islam ortodox. Aquest període va veure també les dues primeres fitnes que van provocar el cisma entre sunnites i xiïtes, així com el naixement del sufisme, inspirat en exemples d'ascetes com Al-Hàssan al-Basrí.
Per a l'aristocràcia omeia, l'islam era la religió exclusiva dels àrabs; l'economia de l'imperi es va basar en els impostos pagats per la majoria de no musulmans (dhimmis) a la minoria d'àrabs musulmans. Un no-àrab que volia convertir-se a l'islam havia d'integrar-se primer a una tribu àrab, i fins i tot després de la conversió, aquests nous musulmans (mawali) no aconseguien la igualtat social i econòmica amb els àrabs. Els descendents de l'oncle de Muhàmmad, Al-Abbàs ibn Abd-al-Múttalib, van reunir contra els omeies els mawali descontents, els àrabs pobres i alguns xiïtes i van enderrocar-los amb l'ajut del general Abu-Múslim, inaugurant la dinastia abbàssida l'any 750.

### Període d'esplendor
Durant el primer període abbàssida (dinastia que va regnar del 750 al 1258), amb la seva capital a la cosmopolita ciutat de Bagdad, la civilització islàmica va viure una època de gran floriment cultural i econòmic coneguda a vegades com «l'edat d'or de l'islam.» Durant aquest període, es van compilar els principals reculls de hadits i es van establir les quatre màdhhabs sunnites modernes; també es va afinar en gran manera la llei islàmica, gràcies als esforços del jurista Aix-Xafií, que va codificar un mètode per establir la fiabilitat dels hadits, un tema fins aleshores objecte de disputes d'erudits; els filòsofs van tractar d'incorporar els principis de la filosofia grega a la teologia islàmica, mentre que els teòlegs argumentaven en contra seva i finalment van prevaler; el sufisme va esdevenir un moviment en tota regla evolucionant cap al misticisme, allunyant-se de les seves arrels ascètiques, mentre que el xiisme és dividit a causa de desacords sobre la successió dels imams.
Va ser una època en què es van produir grans avenços tecnològics i científics, amb astrònoms, matemàtics i metges de gran renom; Ibn al-Hàytham (965 - 1040), per exemple, és considerat com el pare del mètode científic modern. La literatura àrab també va viure la seva època d'esplendor.

### Fragmentació de l'imperi

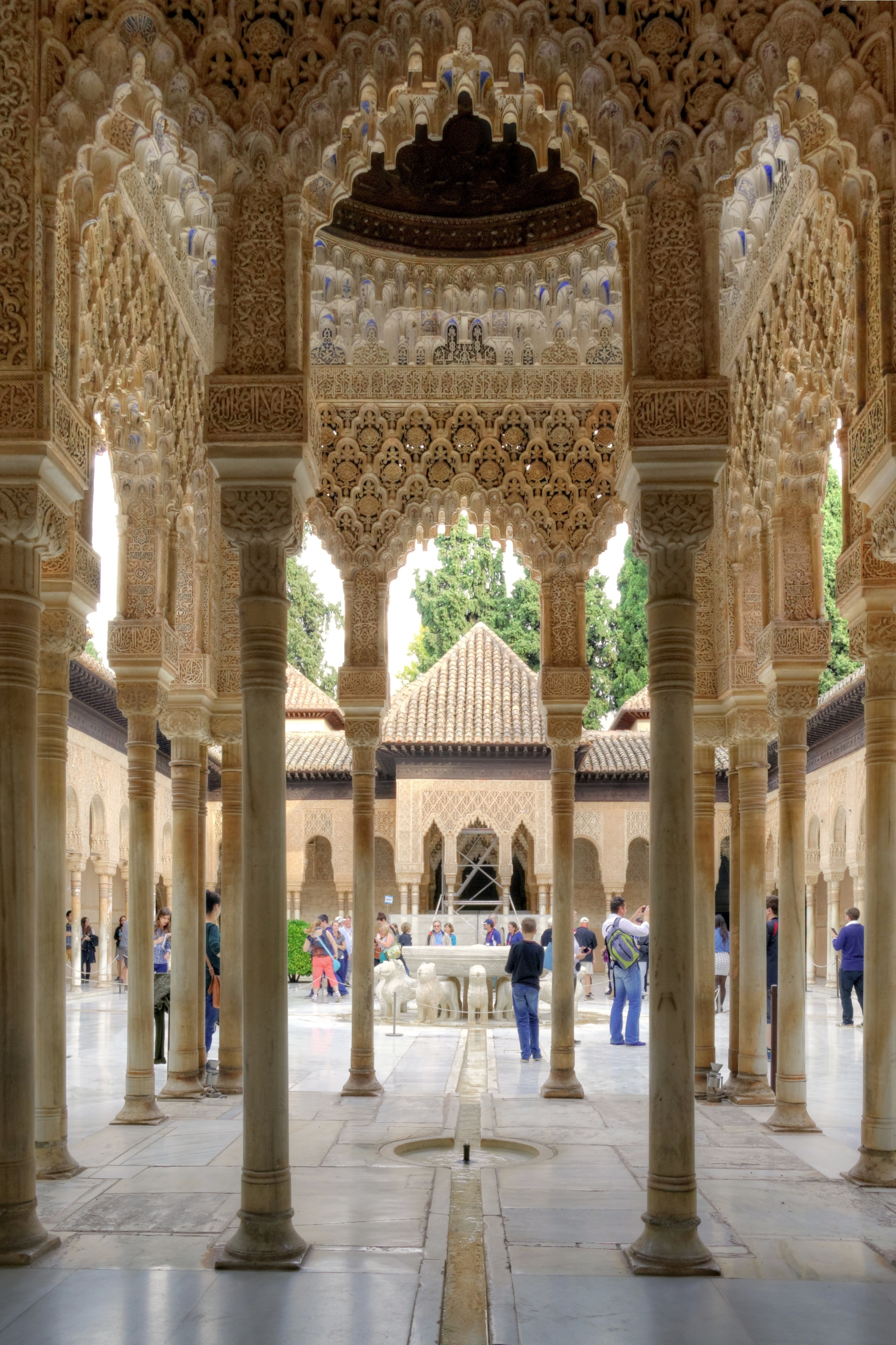
Pati dels Lleons de l'Alhambra de Granada, a l'Àndalus

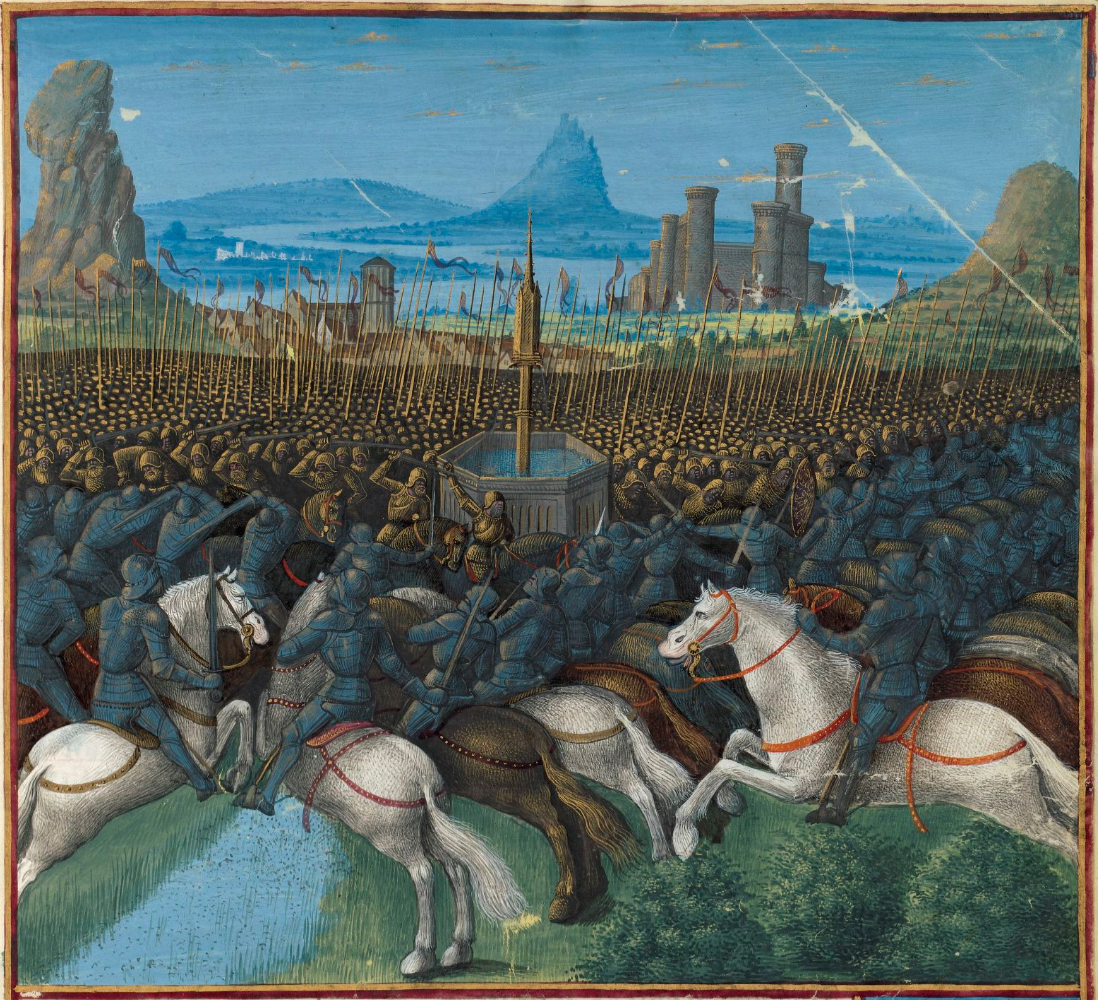
Obra representant la batalla de Hattin (1187), després de la qual Saladí va recuperar Jerusalem de mans dels croats

A la fi de segle ix, però, el Califat Abbàssida va començar a fracturar-se en diverses regions cada cop més autònomes fins que l'any 929 Abd-ar-Rahman III de l'Al-Àndalus va proclamar el califat de Còrdova, declarant-se així políticament independent de Bagdad. Alhora, els poderosos gaznèvides van conquerir en nom de l'islam les regions de Pèrsia, l'Afganistan i gran part del subcontinent indi i foren reemplaçats al segle xii pels gúrides. El 1055, els turcs seljúcides havien eclipsat els abbàssides en tant que potència militar, tot i que van continuar respectant l'autoritat titular del califa.
Amb tot, l'expansió del món musulmà va continuar i les xarxes comercials es van estendre per l'Àfrica subsahariana i occidental, l'Àsia central, Europa (Bulgària) i l'arxipèlag malai.
A la península Ibèrica es va iniciar la conquesta contra els principats musulmans, mentre que les possessions italianes es van perdre a mans dels normands. A partir del segle xi, els regnes cristians europeus van establir aliances per iniciar una sèrie de guerres, conegudes com les croades, amb l'objectiu d'apoderar-se de la part oriental de l'antic Imperi Romà, especialment Terra Santa. L'èxit inicial d'aquestes campanyes va permetre l'establiment dels estats croats, posicions reconquerides més tard per certs generals musulmans com Saladí, que va recuperar Jerusalem l'any 1187.
A l'est, el 1258, l'Imperi Mongol va posar fi a la dinastia abbàssida en la Batalla de Bagdad. Mentrestant, l'any 1250, els soldats-esclaus mamelucs d'Egipte van prendre el poder en un alçament i, en aliança amb l'Horda d'Or, van aturar la progressió dels exèrcits mongols en la batalla d'Ayn Jalut. Durant el segle següent, els kanats mongols es va convertir a l'islam i aquesta absorció religiosa i cultural va donar pas a una nova era de síntesi mongolico-islàmica (il-kanat), que va propiciar la propagació de l'islam per l'Àsia central, el subcontinent Indi i l'Europa de l'Est (el Kanat de Crimea va ser una de les potències europees més importants fins al final del segle xvii).
Vers la meitat del segle xiv, la pesta negra va devastar gran part del món islàmic, probablement duta pels comerciants aprofitant la lliure circulació afavorida per la Pax Mongolica.
Pel seu cantó, a partir del segle xiii, el sufisme s'havia transformat en un important moviment popular, en gran part com a resultat dels esforços d'Al-Ghazalí per legitimar-lo i reorganitzar-lo. D'aquesta època data la creació del Masnavi, un recull de poesia mística del poeta persa Rumi. Aquest recull va tenir una profunda influència en el desenvolupament del pensament religiós sufí, i és considerat per molts dels seus practicants com l'obra més important després de l'Alcorà.

### Noves dinasties i colonialisme
Durant els segles xiii i xiv, va emergir el futur Imperi Otomà (del nom d'Osman I), que es va establir com a tal després d'haver conquerit els Balcans, part de Grècia i l'oest d'Anatòlia. El 1453, sota Mehmed II, els otomans van assetjar Constantinoble, la capital de l'Imperi Romà d'Orient, i van iniciar una sèrie de campanyes europees que el 1529 els van dur fins a les portes de Viena. Sota el domini otomà, molts habitants dels Balcans es va convertir a l'islam. Durant el segle xviii, malgrat els intents de modernització, l'Imperi Otomà va començar a sentir-se amenaçat per l'avanç econòmic i tecnològic europeu.
Del segle xiv al segle xvi, la major part del món islàmic oriental va experimentar una altra època daurada sota la dinastia timúrida. Al segle xvi, la dinastia safàvida va assumir el control de Pèrsia i va establir-hi el xiisme com a religió oficial; els safàvides van romandre en el poder durant dos segles fins a ser-ne foragitats per la dinastia hotaki al segle xviii.

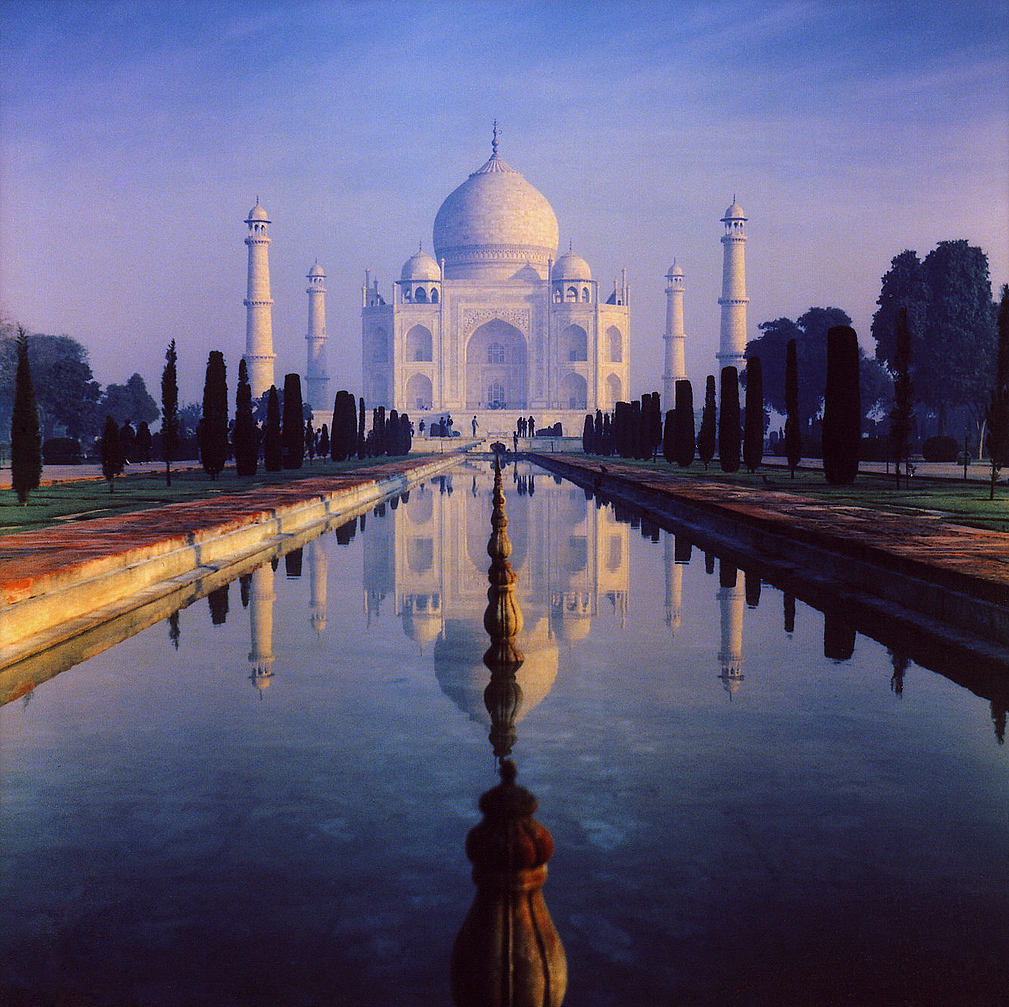
El Taj Mahal, construït pels mogols a Agra, Índia

Després de la invasió de Pèrsia i el saqueig de Bagdad pels mongols a mitjans del segle xiii, Delhi va esdevenir el centre cultural més important dels musulmans de l'est. A partir del segle x, diverses parts del subcontinent Indi ja havien estat sotmeses per dinasties islàmiques, però les més destacades van ser el sultanat de Delhi (1206-1526) i l'Imperi mogol (1526-1857). Aquests regnats van permetre la propagació de l'islam cap a l'Àsia del Sud, però al segle xviii l'Imperi maratha hindú va esdevenir la potència preeminent del nord de l'Índia, que va dominar fins a l'adveniment de l'Imperi durrani.
Al segle xix, els britànics van liquidar oficialment la dinastia mogol i van enderrocar els musulmans del Regne de Mysore, convertint l'Índia en una colònia. Els grecs es van independitzar dels otomans, imitats per diversos estats balcànics a partir de la derrota otomana en la Guerra russoturca de 1877-1878. Durant aquest temps, molts musulmans, majoritàriament de l'Índia i Indonèsia, van emigrar com a servents cap al Carib, on van formar la comunitat musulmana més important en percentatge de tot el continent americà. A més, l'augment del comerç a l'Àfrica i la urbanització resultant va decidir força musulmans a emigrar vers noves zones on van difondre la seva fe. Com a resultat, entre 1869 i 1914, el nombre de musulmans de l'Àfrica subsahariana es va pràcticament duplicar.
Durant els primers anys del segle xx, la major part del món islàmic havia estat absorbit per les potències europees. L'Imperi Otomà, darrer gran regne de l'àmbit musulmà, va dissoldre's a la fi de la Primera Guerra mundial, i el 1924 es va abolir definitivament la institució del califat, que havia perdurat simbòlicament fins aleshores.

### L'islam en el món contemporani
Durant els segles xviii i xix, la constatació, per part de diversos pensadors, de la pèrdua d'influència del món islàmic i de l'estancament de la seva cultura va conduir a una renovada insistència en el pensament original i a l'aparició de moviments de reforma religiosa. A diferència dels principals moviments doctrinals i filosòfics medievals, els corrents moderns es van preocupar fonamentalment de les reformes socials i morals. El primer moviment d'aquest tipus va ser el wahhabisme, anomenat així pel nom del seu fundador, Ibn Abd-al-Wahhab, que va sorgir a Aràbia al segle xviii per esdevenir una vasta tendència integrista amb ramificacions en tot el món musulmà. El moviment wahhabita pretenia reactivar l'islam purificat de les seves influències no islàmiques i, en particular, de les que havien «corromput» el seu monoteisme original, subratllant la responsabilitat individual dels musulmans per damunt de l'acceptació passiva de les tradicions.
Altres reformadors islàmics van estar marcats per les idees d'Occident. La figura més influent del segle xix va ser l'egipci Muhàmmad Àbduh, que es troba a l'origen del moviment de la renaixença islàmica conegut com a Nahda; per a Àbduh, la raó i el pensament modern occidental confirmaven la doctrina de l'islam en comptes de soscavar-la i, així, podia ser reformulada en termes moderns. Muhammad Iqbal és un altre filòsof modern que va abordar la reinterpretació de les doctrines islàmiques.
Altres intel·lectuals a Turquia, Egipte i l'Índia van tractar de reconciliar els ensenyaments de l'Alcorà amb les idees sorgides després de l'expansió de la democràcia constitucional, la ciència i la lluita per l'emancipació de la dona. L'Alcorà ensenya el principi del «govern per consulta» que en temps moderns, afirmaven, pot ser executat millor per governs representatius que per monarquies. Van advertir que l'Alcorà afavoreix l'estudi i l'explotació de la natura, tot i que els musulmans, després de diversos segles de brillant treball científic i d'haver fet una important tasca de transmissió a Europa, el van abandonar després. Sostenien que l'Alcorà havia donat a la dona els mateixos drets que a l'home i que aquests havien estat usurpats pel patriarcat, el qual va abusar de manera ostensible de la poligàmia i d'altres privilegis semblants.
Encara que les idees modernes estaven basades en interpretacions plausibles de l'Alcorà, els fonamentalistes islàmics s'hi van oposar enèrgicament sobretot a partir de la dècada de 1930. La reacció contra la modernitat ha pres impuls des d'aquells anys per diverses raons: els fonamentalistes no s'oposen a l'educació moderna, la ciència i la tecnologia per si mateixes, però acusen els reformadors de ser els vehicles transmissors de la moralitat d'Occident. Creuen que l'emancipació de la dona, tal com és concebuda a Occident, és responsable de la desintegració de la família i d'una moral sexual permissiva en excés. A més, alguns fonamentalistes es malfien de la democràcia perquè no confien en el sentit moral de les masses. D'altra banda, els dirigents i funcionaris d'alguns països musulmans no han aconseguit pas millorar de manera significativa la situació econòmica de la majoria de la població. Finalment, el ressentiment que certs grups musulmans senten cap al colonialisme occidental ha originat que per a molts d'ells tot allò relacionat amb les cultures occidentals sigui sinònim i representació del mal.
En l'àmbit polític, a partir de mitjan segle xx, els antics països islàmics van retrobar la independència i noves qüestions van adquirir preponderància, com ara la riquesa obtinguda gràcies al petroli o les relacions amb l'estat d'Israel. A principis del segle xxi, s'hi van afegir els aspectes de l'auge de l'islamisme polític, amb el seu vessant terrorista, i els conflictes (armats o no) entre els occidentals i l'Afganistan, l'Iraq o l'Iran. Des de la fi de l'any 2010 i fins a l'inici del 2011, s'enceten una sèrie d'importants protestes i revoltes sense precedents al món àrab en què la població (sovint jove) reclama canvis polítics que permetin millorar les seves condicions de vida.
D'altra banda, l'islam contemporani ha continuat incorporant nous creients a les seves files, de manera molt acusada entre els negres africans i entre alguns grups afroamericans dels Estats Units, atrets pel seu igualitarisme i el seu estricte sentit de la solidaritat, i darrerament de manera igualment significativa al continent europeu.

## L'islam i les altres religions
L'islam va incorporar importants elements del cristianisme i del judaisme, i de fet considera els fidels d'aquestes religions amb deferència, en tant que «gent del Llibre.» Malgrat això, convençuts de la veritat absoluta de l'islam, pocs musulmans han cercat entaular un diàleg amb representants d'altres confessions, encara que alguns investigadors islàmics medievals van escriure obres bastant imparcials sobre aquestes. Des de la dècada de 1960, però, els musulmans han iniciat un diàleg amb representants del cristianisme i del judaisme, encara que el record del colonialisme occidental hagi generat desconfiança i frustrat sovint les temptatives ecumèniques.

## Distribució geogràfica

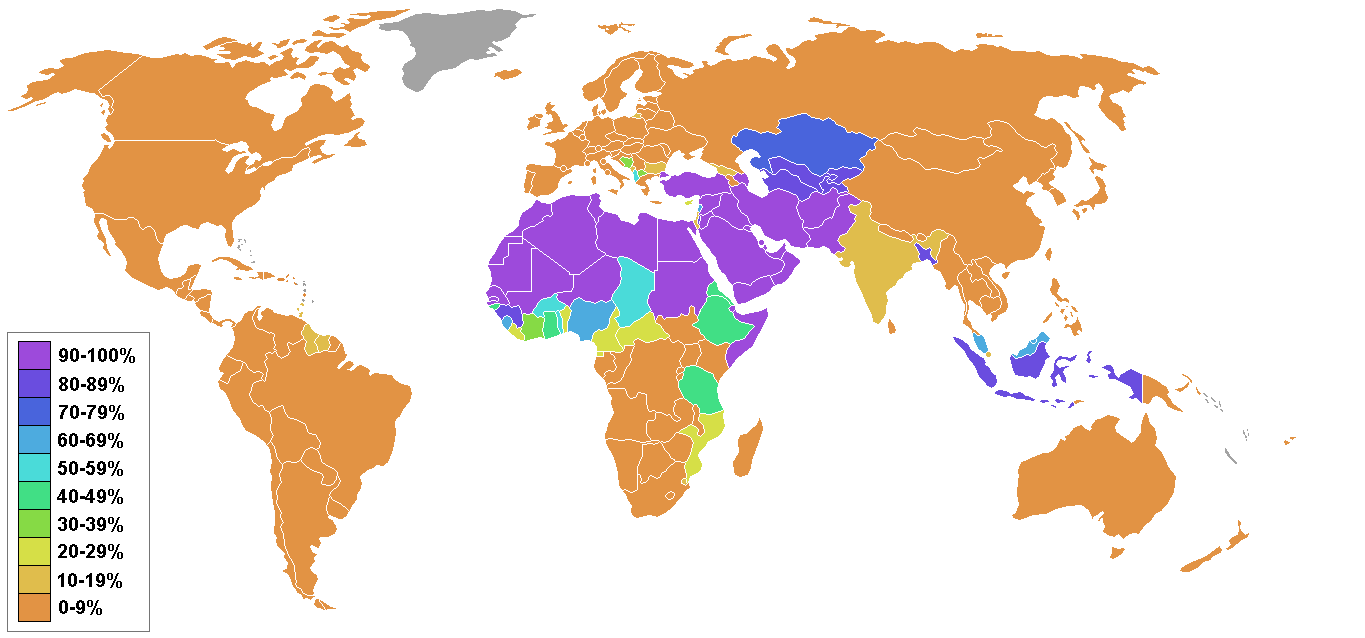
Percentatge mundial de musulmans

Es llisten a continuació els països on hi ha més percentatge de població musulmana (més del 90% dels habitants):
1. Aràbia Saudita
2. Turquia
3. Afganistan
4. Algèria
5. Marroc
6. Iran
7. Pakistan
8. Iraq
9. Egipte

## A Catalunya
A Catalunya, l'islam és present a bona part del territori, i generalment es tracta d'islam sunnita. La comunitat xiïta més important se situa a Barcelona i la seva àrea d'influència, mentre que els sufís estan representats principalment per persones d'origen subsaharià, amb una creixent incorporació de conversos, i n'hi ha allà on aquesta presència és més notable. L'augment de la comunitat islàmica ha estat constant i sostingut: el 2004 hi havia 139 centres de culte a tot Catalunya, 195 l'any 2010 i 231 el 2014, any en què tan sols no hi havia una presència organitzada islàmica en sis comarques.